# Weipoortse Vliet
De Weipoortse Vliet is van origine een zijarm van de Oude Rijn. Hij stroomt door de buurtschap Weipoort in de gemeente Zoeterwoude vanuit het Noord Aa ter hoogte van de Gelderwoudse Polder en stroomt ter hoogte van de Heineken-brouwerij in de Oude Rijn.
In de Middeleeuwen stond dit stroompje bekend als de Swet of de Suet (Zwet), waaraan de dorpen Zoeterwoude en Zoetermeer naar alle waarschijnlijkheid hun namen hebben te danken. Het veenstroompje de Wilck zou in de Weipoortse Vliet zijn uitgemond. Langs de oever stond eertijds het kasteel van de familie Van Swieten, waarvan de slotgracht op het terrein van de Heineken Brouwerijen nog valt waar te nemen.
Tegenwoordig staat de Weipoortse Vliet bekend om zijn prachtige natuurschoon in het Groene Hart van de Randstad.